# Ranunculus filamentosus
Ranunculus filamentosus är en ranunkelväxtart som beskrevs av Hugh Algernon Weddell. Ranunculus filamentosus ingår i släktet ranunkler, och familjen ranunkelväxter. Inga underarter finns listade i Catalogue of Life.